# カムプーン・ブンタウィー
カムプーン・ブンタヴィー（คำพูน บุญทวี, 1928年6月26日 - 2003年4月4日）はタイ王国の小説家。東北タイ(イーサーン)の民衆の生活、監獄の囚人を題材にした短編・長編小説が知られている。1979年に、『ルーク・イーサン(邦題　東北タイの子)』で東南アジア文学賞 (タイ)を受賞。2001年に、文学部門におけるタイ王国国家芸術家の指定を受ける。

## 略歴
カムプーン・ブンタヴィーは、1928年6月26日 ヤソートーン県(当時ウボンラチャタニー県)サーイムーン郡バーン・サーイムーンで、父サニット・ブンタヴィー、母ルン・ブンタヴィーの七人の子供の長子として生まれ、もとの名をクーンといった。カムプーンは、郡のプリチャーバンチット校の高校課程を卒業すると、東北タイで舞踊楽団長、薬行商人と様々な職に就いた。その後バンコクに出て来ると、クロントーイ港の日雇労働者、競走馬の飼育係、人力車の車夫などの職を転々とした。やがて教員試験を受けて南部タイで仕事を見つけると、サトゥーン県などで11年間小学校の教員として働いた。その後刑務所の獄史の転職。1961年プラピート・ナ・パンルンと結婚、後6人の男子をもうける。40歳頃に刑務所の仕事を辞める。
カンプ-ンはまだ獄吏をしていた1970年に、小説を書き始めた。当時貧しかったが、本を読み続け、最初の短編小説「深淵の恋」を書き終え、当時アーチン・パンジャパンが編集長を務めていた文芸誌「ファー・ムアン・タイ」に送った。アーチンは題名を「田舎の子物語」として発表、さらに次作長編小説「人間　百の監獄」の製作を勧めた。

## 作品
代表作
- 『東北タイの子』　(ลูกอีสาน)
- 『猛勇隊商隊長』　(นายฮ้อยทมิฬ)

長編小説
- 「花と牢獄の犬」 (ดอกฟ้ากับหมาคุก)
- 「獄吏の告白」(คำสารภาพของขี้คุก)
- 『東北の血』　(เลือดอีสาน)
- 「東北の森の血」　(เลือดอีสานพเนจร)
- 「囚人のささやき」　(เสียงกระซิบจากโซ่ตรวน)
- 「メコンの子」　(ลูกลำน้ำโขง)
- 「南の英雄」　(วีรบุรุษเมืองใต้)
- 「大なるも死に 大ならざるも死ぬ」(ใหญ่ก็ตายไม่ใหญ่ก็ตาย)
- 「ブローカーはタガメ　アーゴーは娼婦の子」(นายหน้า แมงดา อาโก โสเภณีเด็ก)
- 「ドイツの極寒」　(นรกหนาวในเยอรมัน)
- 「南部タイの子の物語」　(ตำนานรักลูกปักษ์ใต้)

短編小説
- 『塩辛の香り』　（หอมกลิ่นบาทา)
- 『田舎やくざ』　(นักเลงลูกทุ่ง)
- 『親愛なる後家さん』　(แม่หม้ายที่รัก)
- 「裕福に生まれる選択」　(เสือกเกิดมารวย)
- 「親愛なる看護婦」　(ลูกอีสาน)

ノンフィクション
- 「大虎を撃ちに行く」　(ไปยิงเสือโคร่ง)
- 「僕は死ぬのが怖い」　(คำพูนกลัวตาย)
- 「ドイツの薄暮」　(สีเด๋อย่ำเยอรมัน)
- 「東北の村の物語」　(นิทานพื้นบ้านอีสาน)

(『』は星野訳「東北タイの子」の後書きより題名を確認したもの。「」：翻訳書が見つからず、仮訳したもの。）

## 晩年
カムプーンは2001年12月14日に文学部門における国家芸術家の指定を受け、2003年4月4日74歳で心臓発作で亡くなった。

## 翻訳
日本語
- カムプーン・ブンタウィー『東北タイの子』（1975）(星野龍夫訳、井村文化事業出版社、1980）　ASIN: B000J88PA0
- カムプーン・ブンタウィー『東北タイの子』（1975）(星野龍夫訳、東南アジアブックス 19 タイの文学 7) ISBN 978-4326910205
- ビデオ　『東北タイの子』　（1982）　ファイブスタープロダクション　（バンコク）　監督　ウィチット・クナーウット　制作／ファイブスタープロダクション（バンコク）　発売／オリエンタルブリーズ　スラサワディー賞4部門スパンナホーン賞8部門　1983年マニラ国際映画祭で2部門を受賞

英語
- Kampoon Boontawee "A Child of the Northeast"(1975) Trans. Susan Fulop Kepner. Nonthaburi:Pouyzian Publisher, 1987.  477 Pages(Paperback) ISBN 9749281586